# Reprezentacja Sri Lanki w piłce nożnej mężczyzn
Reprezentacja Sri Lanki w piłce nożnej – narodowa drużyna azjatyckiego państwa Sri Lanka. Reprezentacja gra pod egidą Związku Piłkarskiego Sri Lanki. Federacja została założona w 1939. Do 1972 piłkarze ze Sri Lanki grali jako reprezentacja Cejlonu. Nigdy nie zakwalifikowali się do Mistrzostw Świata, ani do Pucharu Azji.
Obecnym selekcjonerem kadry Sri Lanki jest Dudley Steinwall

## Udział wMistrzostwach Świata
- 1930 – 1938 – Nie brała udziału (była kolonią brytyjską)
- 1950 – 1970 – Nie brała udziału (jako Cejlon)
- 1974 – 1978 – Wycofała się z kwalifikacji
- 1982 – 1990 – Nie brała udziału
- 1994 – 2022 – Nie zakwalifikowała się

## Udział wPucharze Azji
- 1956 – 1968 – Nie brała udziału (jako Cejlon)
- 1972 – Nie zakwalifikowała się (jako Cejlon)
- 1976 – Nie brała udziału
- 1980 – 1984 – Nie zakwalifikowała się
- 1988 – 1992 – Nie brała udziału
- 1996 – 2004 – Nie zakwalifikowała się
- 2007 – Wycofała się z kwalifikacji
- 2011 – 2023 – Nie zakwalifikowała się